# Sinton (Teksas)
Sinton – miasto w Stanach Zjednoczonych, w stanie Teksas, stolica hrabstwa San Patricio. Nazwane na cześć Davida Sintona – dziewiętnastowiecznego milionera i filantropa.

## Demografia
Według przeprowadzonego przez United States Census Bureau spisu powszechnego w 2010 miasto liczyło 5 665 mieszkańców, co oznacza spadek o 0,2% w porównaniu do roku 2000. Natomiast skład etniczny w mieście wyglądał następująco: Biali 87,1%, Afroamerykanie 2,4%, Azjaci 0,5%, pozostali 10,0%. Kobiety stanowiły 50,2% populacji.